# Parafia św. Joanny Beretty Molli w Jelonku
Parafia Świętej Joanny Beretty-Molla – rzymskokatolicka parafia znajdująca się we wsi Jelonek, w gminie Suchy Las, w powiecie poznańskim. Należy do dekanatu Poznań-Piątkowo.